# STO-nG基底関数系
STO-nG基底関数系（STO-nGきていかんすうけい）は、最小基底関数系の一分類である。単一のスレーター型軌道（STO）に対して{\displaystyle n}個の原始ガウス型軌道をフィッティングする。{\displaystyle n}は2から6の値を取る。ジョン・ポープルによって初めて提唱された。最小基底関数系では、中性原子中の全ての電子を含むために十分な数の軌道のみが用いられる。ゆえに、水素原子では、単一の1s軌道のみが必要であり、炭素原子では1s、2s、3つの2p軌道が必要である。内殻軌道および原子価軌道は、同じ数の原子ガウス関数{\displaystyle \mathbf {\phi } _{i}}によって表わされる。例えば、炭素原子の1s、2s、2p軌道に対するSTO-3G基底関数系は、3つの原始ガウス関数の線形結合を含む。例えば、STO-3G s軌道は以下の様に表わされる。
{\displaystyle \psi _{\text{STO-3G}}(s)=c_{1}\phi _{1}+c_{2}\phi _{2}+c_{3}\phi _{3}}
上式において、
{\displaystyle \phi _{i}=\left({\frac {2\alpha _{i}}{\pi }}\right)^{3/4}e^{-\alpha _{i}r^{2}}\quad (i=1,2,3)}
である。
c1、c2、c3、α1、α2、α3はフィッティングパラメータである。STO-nG基底関数系では、これらは単一のスレーター型軌道に対して2つのガウス軌道の最小二乗適合を作ることによって得られる。これは、適切な分子のために適切な方法で最低エネルギーを与える係数（c）と指数（α）を選ぶために基準がしばしば用いられるより一般的な手順とは異なっている。この基底関数系の特色は、計算を効率的に行うために同じ殻（例えば2sと2p）内の軌道に対して共通の指数を用いることである。
ガウス軌道とスレーター軌道の間のフィットは、核の近くの非常に小さな値を除けばrの全ての値で良い。スレーター軌道は核に尖点を有しているが、ガウス軌道は核で平らである。

## STO-nG基底関数系の使用
このグループで最も広く使われている基底関数系はSTO-3Gである。STO-3Gは大規模な系や予備的な幾何構造の決定に用いられる。この基底関数系は水素からキセノンまでの全ての原子に対して利用可能である。

## STO-2G基底関数系
STO-2G基底関数系は2つの原始ガウス関数の線形結合である。1列目と2列目の原子に対する最初の係数と指数は以下の通りである。
| STO-2G | α1        | c1       | α2       | c2        |
| 1s     | 0.151623  | 0.678914 | 0.851819 | 0.430129  |
| 2s     | 0.0974545 | 0.963782 | 0.384244 | 0.0494718 |
| 2p     | 0.0974545 | 0.61282  | 0.384244 | 0.511541  |

## 精度
H原子の1s電子の正確なエネルギーは−0.5 hartreeであり、指数1.0の単一のスレーター型軌道によって与えられる。以下の表は基底関数系の原始ガウス関数の数を3から6へ増やすにつれて精度が増すことを示している。
| 基底関数系 | エネルギー [hartree] |
| STO-3G     | -0.49491             |
| STO-4G     | -0.49848             |
| STO-5G     | -0.49951             |
| STO-6G     | -0.49983             |